# Ernst Hampe
Georg Ernst Ludwig Hampe est un botaniste allemand, né le 5 juillet 1795 à Fürstenberg et mort le 23 novembre 1880 à Helmstedt.

## Biographie
Pharmacien établi à Blankenburg de 1825 à 1876, Ernst Hampe se spécialise sur les mousses.
Il fait paraître avec Friedrich Gottlieb Bartling (1798-1875) Vegetabilia cellularia in Germania septentrionale praesertim in Hercynia et in agro Gottingensi: wohl komplett.

## Prix et distinctions
L’université de Göttingen lui décerne un titre de docteur honoraire en 1870.

## Publications
- Prodromus florae Hercynicae. Halle 1836, Nordhausen 1842
- Linnaea, 1844
- Icones muscorum novorum vel minus cognitorum. Bonn, 1844
- Flora Hercynica oder Aufzählung der im Harzgebiete wildwachsenden Gefässpflanzen, G. Schwetschke'scher Verlag. 1873
- Flora Hercynica. Halle, 1875